# ثارالله
ثار به معنای «خونخواهی، خون، قیام برای خونخواهی» است و ثار الله لقب حسین بن علی به معنای «خون خدا» است. یعنی خدا خونخواه اوست.

## واژه‌شناسی ثار
المنجد، ثَأَرَ و ثَأْر را به معنی انتقام گرفتن دانسته و لفظ ثار را ذکر نکرده‌است. طریحی در مجمع البحرین، ثَأَرَ را به معنی انتقام گرفتن معنی کرده و ثاراللّه را تصحیف ثَأْراللّه دانسته‌است. ابن اثیر در نهایة؛ ثَأر را به معنی خونب‌ها دانسته و لفظ ثار را ذکر نکرده‌است. زبیدی در تاج العروس؛ ثَأر و ثار را به یک معنی دانسته و نوشته‌است: ثار به معنی خون است و گفته شده به معنی انتقام خون کسی را گرفتن نیز به کار می‌رود.
در جاهلیت عرب در هر قبیله معمول بوده اگر کسی از این قبیله کشته می‌شد، تمام افراد آن قبیله خود را صاحب خون می‌دانستند و هر فردی از قبیله قاتل را می‌دیدند می‌کشتند و کلمه ثار به همین معنا است و کاری نداشتند که او مقصر بوده یا نه چون عضو آن قبیله قاتل است باید کشته شود و کاری نداشتند که فرزند مقتول است یا صاحب خون. چون عضو این قبیله است خود را طلبکار می‌دانستند و اگر زور داشت می‌کشت.

## ثارالله در فرهنگ شیعه
ثار الله از القاب حسین است که در زیارت‌نامه خطاب به آن گفته می‌شود. در زیارت عاشورا چنین آمده‌است: «السلام علیک یا ثار الله و ابن ثاره‏» این تعبیر، در زیارت‌های دیگر نیز، از جمله زیارت مخصوص حسین در اول رجب و نیمه رجب و شعبان و زیارت حسین در روز عرفه آمده‌است. جعفر صادق در زیارتنامه ابی عبداللّه گفت: «اَنَّکَ ثارُاللّهِ فِی الاْرْضِ مِنَ الدَّمِ الَّذِی لا یُدْرِکُ ثِرَتَهُ أَحَدٌ مِن أَهْلِ الاْرْضِ.»
«ای سید الشهداء - علیه‌السلام - تو خونِ خدا در زمینی، همان خونی که هیچ‌کس جز خداوند انتقام آن را نمی‌تواند بگیرد.»
در تفسیر آن محمد باقر مجلسی می‌گوید: «کسی هستی که خداوند انتقام خونش را از قاتلانش خواهد گرفت.»
1. گروهی ثاراللّه را به معنی کسی که انتقام خونش را خداوند می‌گیرد، می‌دانند و ثار را مخفف ثائِر دانسته اند، مثل شاک مخفف شائک یا ثار را مخفف ثَأْر انگاشته اند.
2. بعضی لفظ «اهل» در تقدیر گرفته اند و گفته اند: ثاراللّه یعنی اهل ثاراللّه، اهل خونخواهی الهی که خداوند انتقام خونش را می‌گیرد.
3. برخی گفته اند: ثاراللّه یعنی کسی که خودش در دوران رجعت می‌آید و انتقام خونش را می‌گیرد.

۴- گروهی ثاراللّه را به معنی خون خدا دانسته اند.
در فرهنگ شیعه خون حسین به عنوان نماد عزّت، حق طلبی و ظلم ستیزی شناخته می‌شود و در طول تاریخ با هویت شیعه پیوند خورده‌ است.

## یا لثارات الحسین
بعد از کشته‌شدن حسین بن علی قیام‌های زیادی به خونخواهی او و با شعار «یا لثارات الحسین» علیه امویان شکل گرفت که مهم‌ترین آن‌ها قیام توابین، قیام مختار بوده‌است، که منجر به کشته شدن سران قاتلین امام حسین از جمله ابن زیاد، عمر پسر سعد، شمر و حرمله شد.
اما از دیدگاه شیعیان خونخواه حقیقی سید الشهدا مهدی است؛ و شیعیان در زیارت عاشورا چنین دعا می‌کنند: «ان یرزقنی طلب ثارک مع امام منصور من اهل بیت محمد و آل محمد»
او پرچم «یا لثارات الحسین» برمی‌افرازد و قیام می‌کند. علی شریعتی این مطلب را این‌طور توضیح می‌دهد:
«... بزرگ‌ترین لقب آن نجات‌دهنده آخرین‌انسان از این رابطه ثار… «منتقم‏» است.انتقام چه چیز را می‌گیرد؟ همه می‌گویند انتقام قاتلین سید الشهدا، نه!انتقام ثاری که به گردن بنی‌هابیل است.. . اگر غیرت و آگاهی وجودداشته باشد، تمام فضای تاریخ ما پر از ضجه و دعوت خونخواهی ثارهاست. اما این‌ثارها، ثارهای قبیله‌ای نیست، ثار الله است. اینها «ثار الله‏» هستند که باید از قاتلین بنی‌طاغوت گرفته شوند. حسین، وارث یکی از ورثه است که خودش به‌صورت یک ثار درآمد و فرزندش و باباش، اینها همه ثارهای خدا هستند و پدر ثارهای خدا و پسر ثارهای خداست… هدف، انتقام کشیدن از «بنی قابیل‏» است که آن همه دستش به خون ثارهای عزیزما آغشته‌است… یا ثار الله و ابن ثاره‏».
این مطلب در دعای ندبه هر جمعه خوانده می‌شود: «این الطالب بذحول الانبیاء و ابناء الانبیاء این الطالب بدم المقتول بکربلا»

## کتابشناسی
- شریعتی، علی، ثار